# Michael Maze
Michael Maze, né le 1er septembre 1981 à Fakse au Danemark, est un pongiste danois et gaucher.
Sa célébrité est due à son jeu spectaculaire. Il possède en effet un extraordinaire toucher de balle, et dont la particularité est d'effectuer de manière fréquente, en compétition officielle, des défenses balles hautes. C'est un joueur très régulier, qui force son adversaire à la faute. Il est classé no 19 mondial en janvier 2013 Il atteint son meilleur classement international en octobre 2009 à la huitième place mondiale.

## Carrière sportive
Après avoir joué à Dusseldorf en Bundesliga, Michael Maze a rejoint en 2006 l'équipe de Levallois où il évolue dans le championnat Pro-A aux côtés de Damien Eloi et Peter Karlsson. Il rejoindra finalement le club russe UMMC Ekaterinbourg en 2009 jusqu'à la fin de sa carrière. 
Michael Maze fut pendant les années 2000, l'un des rares européens à pouvoir rivaliser avec les asiatiques de son temps. C'est notamment aux championnats du Monde en 2005 où il créa la surprise en battant en quarts de finale le chinois Wang Hao 4-0, alors vice-champion olympique des jeux d'Athènes en 2004. Il décrocha ainsi une médaille de Bronze et fut le seul européen et non-asiatique sur le podium.
En 2004, il sort vainqueur du TOP 12 européen. La même année, il remporte aussi la médaille de bronze en double avec son compatriote Finn Tugwell aux jeux olympiques d'Athènes.
Michael Maze décroche également le titre de champion d'Europe à deux reprises, par équipes en 2005 avec ses compatriotes Allan Bentsen et Finn Tugwell, et surtout en simple en 2009 à Stuttgart après avoir éliminé le tenant du titre Timo Boll et en étant resté invaincu lors de la compétition par équipes.
En 2008, Michael Maze devient champion du Danemark en individuel, décrochant ainsi son unique titre national.
Michael Maze est enfin connu pour ses nombreux coups de rage lors de ses matchs, recevant régulièrement des cartons jaunes et rouges. Le 14 mars 2016, à la suite de nombreuses blessures et opérations l'empêchant de retrouver son meilleur niveau et lui causant des douleurs lorsqu'il joue, il annonce via sa page Facebook sa retraite à 34 ans.

## Titres et résultats
- Vainqueur du TOP 12 Européen en 2004 en battant Werner Schlager en finale.
- Demi-finaliste des Jeux olympiques d'Athènes en double messieurs en 2004 avec Finn Tugwell
- Vainqueur de l’Open du Danemark  en 2004
- Champion d'Europe par équipes en 2005
- Médaille de bronze aux championnats du Monde individuel en 2005
- 1/4 finaliste au championnat d'Europe en 2008
- Qualifié aux Jeux olympiques d'été de 2008
- Champion d'Europe en simple en 2009
- 1/4 finaliste aux Jeux olympiques d'été de 2012

## Parcours en club
- Borussia Düsseldorf
- Levallois Sporting Club
- UMMC Ekaterinbourg  (2009-)